# Szropy Niziny
Szropy Niziny [pronunciación en polaco: /ˈʂrɔpɨ niˈʑEnɨ/] es un pueblo en el distrito administrativo de Gmina Stary Targ, dentro del Condado de Sztum, Voivodato de Pomerania, en Polonia del norte. Se encuentra aproximadamente a 10 kilómetros al norte de Stary Targ, a 13 kilómetros al noreste de Sztum, y a 53 kilómetros al sureste de la capital regional Gdansk.
Antes de 1945, el área fue parte de Alemania. Para la historia de la región, véase Historia de Pomerania.
El pueblo tiene una población de 91 habitantes.